# Luchthaven Nuuk
De luchthaven van Nuuk (Groenlands: Mittarfik Nuuk, Deens: Nuuk Lufthavn) (IATA: GOH, ICAO: BGGH) is een luchthaven in Nuuk, de hoofdstad van Groenland. Het ligt twee kilometer ten noordoosten van de stad.
De luchthaven heeft sinds de ingebruikname van de verlenging op 28 november 2024 een start- en landingsbaan van asfalt met een lengte van 2200 meter, de breedte is 30 meter. De luchthaven is gesloten op zondag.
Hoewel Nuuk de hoofdstad is, was de luchthaven van Nuuk in het verleden niet de belangrijkste van het land, dat was is het vliegveld van Kangerlussuaq, Luchthaven Kangerlussuaq. In 2020 werden de werkzaamheden gestart om de luchthaven van Nuuk uit te breiden. Het ging om het grootste infrastructuurproject in de geschiedenis van Groenland. De werkzaamheden werden eind november 2024 afgerond.

## Bestemmingen
De bestemmingen van en naar de luchthaven van Nuuk bestaat in november 2024 uit:

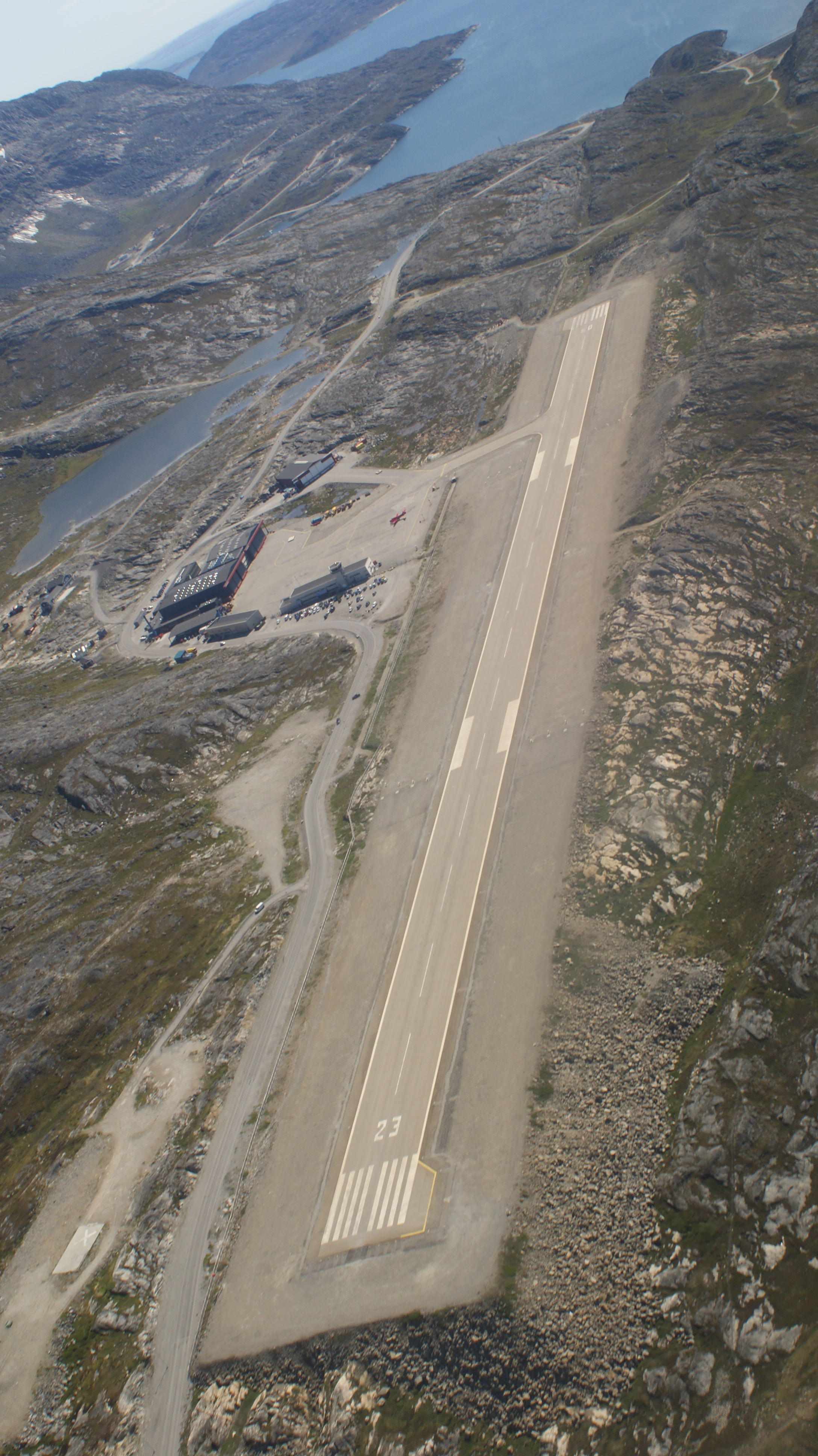
Startbaan

| Luchtvaartmaatschappijen | Bestemmingen |
| ------------------------ | --- |
| Air Greenland            | Kopenhagen, Ilulissat, Kangerlussuaq, Kulusuk, Maniitsoq, Narsarsuaq, Ittoqqortoormiit, Paamiut, Sisimiut Seizoen: Iqaluit, Reykjavik Aangekondigd (2025): Aalborg, Billund |
| Icelandair               | Reykjavik |
| United Airlines          | Aangekondigd (2025): Newark |
| Scandinavian Airlines    | Aangekondigd (2025): Kopenhagen |